# TV8 (Lituania)
TV8 (en lituano: TV8 Lietuva) es un canal de televisión privado de Lituania perteneciente a All Media Lietuva. Se trata de un canal dirigido al público femenino.

## Historia
El canal inició emisiones el 3 de octubre de 2011.
TV8 emite en HD desde el 26 de julio de 2018, al igual que el resto de canales pertenecientes a All Media Baltics.
En 2022, TV8 adoptó su imagen corporativa actual.

## Programación
El canal TV8 emite programas y series dirigidos al público femenino, animación para los más pequeños y repeticiones de la mayoría de los programas emitidos en TV3. El canal muestra producciones extranjeras dobladas al lituano.